# Jan Hendrik Holwerda
Jan Hendrik Holwerda (Schiedam, 3 december 1873 – Nijmegen, 3 maart 1951) was een Nederlandse archeoloog en museumdirecteur.

## Loopbaan
Holwerda, zoon van de hoogleraar archeologie Antonie Ewoud Jan Holwerda, volgde het gymnasium in Schiedam en studeerde vervolgens klassieke talen aan de Universiteit Leiden. In 1899 promoveerde hij daar op een proefschrift over oud-Griekse begraafgewoonten. Na een korte loopbaan als docent aan de gymnasia te Schiedam en Alkmaar werd Holwerda in 1904 benoemd tot conservator van de afdeling Nederlandse oudheden van het Rijksmuseum van Oudheden (RMO). Daarna leidde hij verschillende opgravingen. Een stage in 1905 bij de Duitse archeoloog Carl Schuchhardt betekende voor Holwerda een keerpunt. Bij een opgraving van een Romeins castellum werd voor het eerst systematisch gezocht naar grondverkleuringen, tekens van compleet vergane bouwresten. Holwerda bracht de nieuwe archeologische methode over naar Nederland en introduceerde het zoeken naar paalgaten bij de opgravingen waarbij hij betrokken was.
In 1910 werd hij te Leiden benoemd tot lector in de prehistorische en Romeinse archeologie. Nadat Holwerda eveneens in 1910 onderdirecteur van het RMO was geworden, volgde hij in 1919 zijn vader op als directeur. Zijn vader had van 1896 tot 1918 leiding gegeven aan dit instituut. Popularisering was volgens hem de manier om het publiek te betrekken bij de archeologie en zo te doordringen van het belang ervan. Tot zijn pensionering in 1939 bleef hij directeur van het RMO. Daarnaast was hij van 1935 tot 1948 directeur van archeologisch Museum Kam in Nijmegen.

## Bekende onderzoeken
In 1909 deed Holwerda onderzoek aan de De Hunenschans bij Uddel en in 1916 leidde hij een opgraving in de Hunenborg in Twente. In 1914-1921 deed hij archeologisch onderzoek naar Romeins Nijmegen. Van 1925-1930 waren er opgravingen bij Dorestad, het huidige Wijk bij Duurstede. Van 1930 tot en met 1936 leidde hij grootschalige opgravingen in het duingebied bij Den Haag en legde de plattegrond van de nederzetting Vicus Ockenburgh bloot.
Holwerda stelde ten onrechte dat de Bronstijd aan Nederland voorbij was gegaan. Desalniettemin werd hij in 1927 met het zwaard van Ommerschans geconfronteerd. Hij herkende het als een belangrijk archeologisch stuk en probeerde het tevergeefs aan te kopen.

## Conflict
Rond 1912 ontstond een conflict tussen Holwerda en zijn assistent, de latere Groningse hoogleraar Albert van Giffen over opgravingsmethoden. Hoewel Van Giffen goede resultaten bereikte met zijn kwadrantenmethode bij het afgraven van grafheuvels, waarbij een goed beeld ontstaat van de stratigrafie, hield Holwerda vast aan zijn sleuvenmethode. Hierdoor bleven zijn conclusies speculatiever, in tegenstelling tot de Groningse resultaten. Ondanks inmenging van de toenmalige minister-president Cort van der Linden bleven de twee elkaar mijden.